# Kawardha
Kawardha és una ciutat i un municipi al districte de Kabirdham en l'estat indi de Chhattisgarh. És el centre administratiu del districte de Kabirdham.

## Història
Kawardha fou també el nom d'un estat tributari protegit a les Províncies Centrals (avui Madhya Pradesh i Chhattisgarh) a l'Índia, amb una superfície de 2.067 km² a la part oriental de les muntanyes Satpura. La meitat occidental de l'estat és muntanyós (la serralada Chilpi) i la part oriental es plana i oberta. La població era de 75.462 el 1872; de 86.362 de 1881; de 57.474 habitants el 1901; i de 72.820 el 1931; i estava repartida en 346 pobles (389 el 1881). La llengua era el dialecte de Chhattisgarh del hindi.
La capital era Kawardha (població el 1872: 6.590, el 1881: 5.685; i el 1901: 4.772 habitants); el nom seria una corrupció de Kabirdham o "La seu de Kabir"; els mahands de la secta Kabirpanthi residien a la ciutat. Prop d'allí a Chhapri a menys de 20 km a l'oest hi ha el temple de Bhoram Deo.
Els rages de Kawardha són d'origen gond i emparentats als zamindars de Pandaria a Bilaspur (la branca de Kawardha era branca júnior). A manca d'hereus el fill segon del zamindar de Pandara recollia la successió de Kawardha.
Fou concedit al primer titular per Raghuji Bhonsle de Nagpur per serveis militars el 1751. Per un temps va estar sota administració directa britànica a causa de la mala administració. El 1891 va pujar al tron un menor de sis anys, Jadunath Singh. Tres zamindaris subordinats estaven dins el seu territori: Bona, Bhonda, i Rengakhar, amb una superfície entre els tres de 1.049 km².

## Bandera
La bandera de l'estat era rectangular de tres franges horitzontals: la superior blau cel, la inferior blau marí i la central porpra.

## Llista de thakurs i rages
- Thakur MAHABALI SINGH 1751-1801
- Thakur UJIYAR SINGH 1801-1848
- Thakur TOK SINGH 1848-1852
- Thakur BAIJNATH SINGH 1852-?
- Thakur RAM SINGH ?-1863, (probablement de la casa de zamindars de Pandaria)
- Thakur BAHADUR SINGH 1863-1864
- Thakur RAJPAL SINGH 1864-1891
- Thakur JADUNATH SINGH 1891-1920
- Raja DHARAMRAJ SINGH 1920-1953 (+ 20 d'agost de 1959)